# Omar
Omar  è un nome proprio di persona italiano maschile.

## Varianti in altre lingue
- Arabo: عمر (Omar, ʿUmar)[2][4][5]
- Azero: Ömər[2]
- Bosniaco: Omar[2]
- Catalano: Omar[6]
- Kazako: Омар (Omar)[2]
- Kirghiso: Умар (Umar)[2]
- Hausa: Umar[2], Umaru[2]
- Indonesiano: Umar[2]
- Inglese: Omar[2][4]
- Malese: Omar[2]
- Spagnolo: Omar[2][6], Omaro[6]
- Tagico: Умар (Umar)[2]
- Turco: Ömer[2]
- Urdu: عمر (Umar)[2]
- Uzbeco: Умар (Umar)[2]
- Lingue dell'Africa occidentale influenzate dal francese: Oumar[2], Oumarou[2]

## Origine e diffusione
Si tratta di una ripresa dell'arabo عمر (Omar, o più propriamente ʿUmar): è basato sul sostantivo عمر ('umr), che vuol dire "vita", "fioritura" (da una radice comune al nome Ammar), quindi il suo significato è interpretabile come "fiorente", "prosperoso", "popoloso", "pieno di vita", "grande", simile a quello dei nomi Prospero e Fiorenzo. Alcune fonti lo riconducono invece al verbo amara ("edificare"), col senso di "costrutture".
Va notato che אוֹמָר (Omar) è anche un nome ebraico, portato nell'Antico Testamento da uno dei figli di Elifaz (primogenito di Esaù, Gn36:11,15), che talvolta viene ricondotto alla stessa radice semitica, talaltra viene interpretato come "colui che parla", "eloquente". Inoltre, successivamente, Omar si è confuso anche con i nomi Omero e Audomaro.
Particolarmente diffuso nel mondo arabo, il nome è stato portato da ʿUmar ibn al-Khaṭṭāb, uno dei compagni di Maometto, che divenne il secondo califfo islamico ed è considerato uno dei fondatori dello stato musulmano. Altra figura celebre con questo nome fu ʿUmar Khayyām, uno dei maggiori matematici, astronomi e poeti dell'epoca medievale.
L'entrata di questo nome nell'onomastica italiana è dovuta a diversi fattori: in parte si tratta di una moda esotica, ma sono da considerare anche ragioni storiche, letterarie, teatrali e cinematografiche; importante in tal senso la fama del già citato ʿUmar Khayyām (a cui peraltro si deve anche parte dell'adozione del nome nei paesi anglofoni), ma vanno ricordati anche il protagonista di un romanzo cavalleresco inserito ne Le mille e una notte e personaggi dello spettacolo come l'attore egiziano Omar Sharif e il calciatore argentino Omar Sívori, che fra gli anni Cinquanta e Sessanta godette di larga popolarità nel Bel Paese. Il nome viene comunque considerato raro, e secondo dati raccolti negli anni Settanta, era diffuso principalmente al Centro-Nord, specie in Emilia-Romagna.

## Onomastico
Il nome è adespota, cioè non è portato da alcun santo. L'onomastico quindi si festeggia il giorno di Ognissanti, che è il 1º novembre.

## Persone

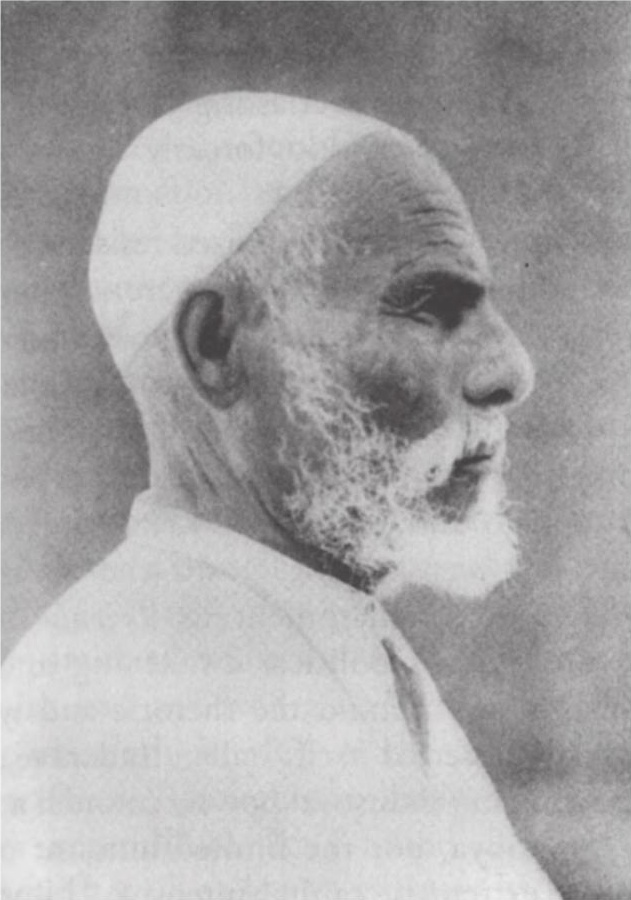
Omar al-Mukhtar

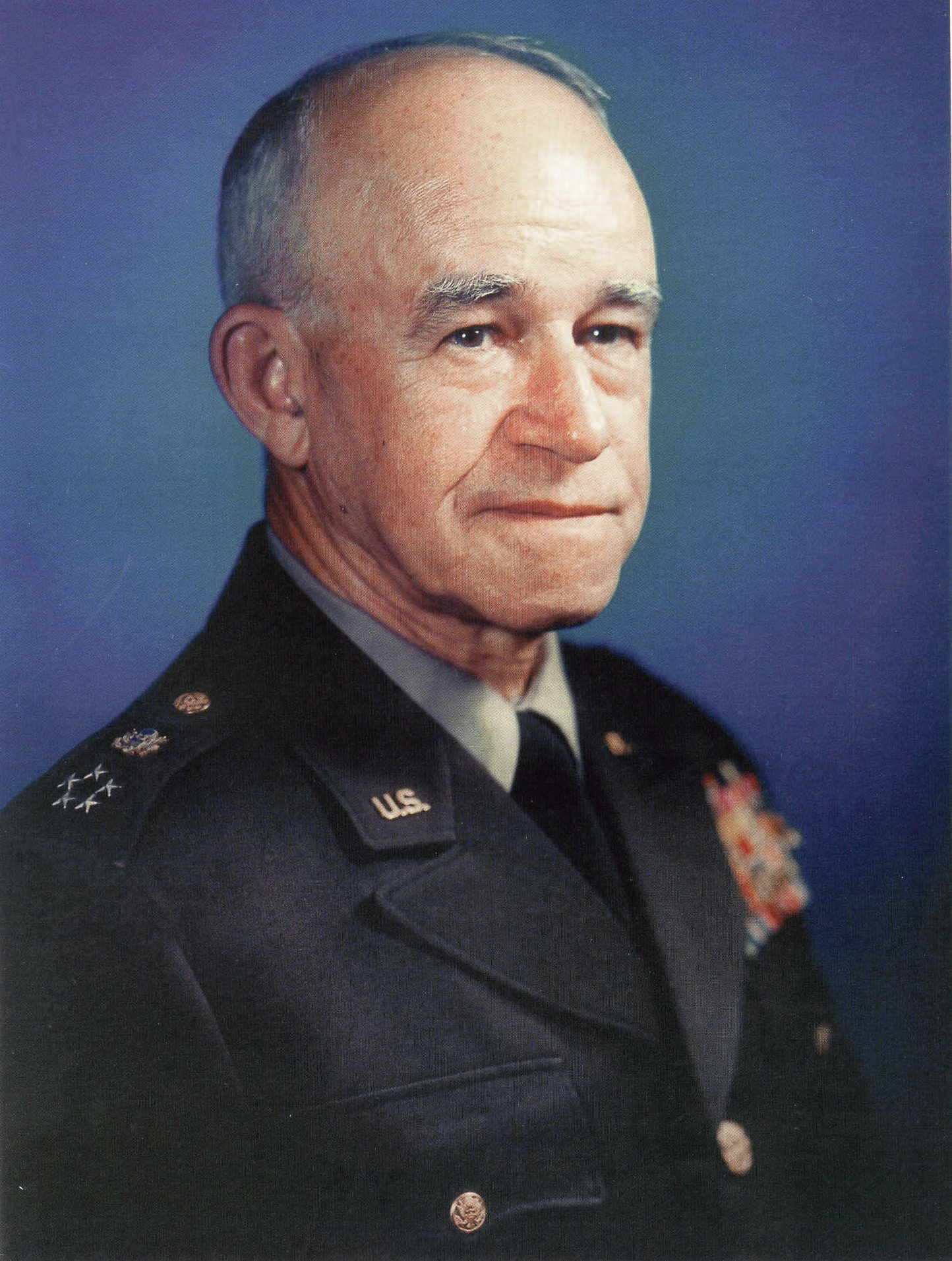
Omar Bradley

- Omar Abd al-Rahman, religioso egiziano
- Omar Hasan Ahmad al-Bashir, politico sudanese
- Omar al-Mukhtar, religioso e guerrigliero libico
- Omar Bradley, generale statunitense
- Omar Bravo, calciatore messicano
- Omar Bongo, politico gabonese
- Omar Camporese, tennista italiano
- Omar Epps, attore statunitense
- Omar II ibn 'Abd al-'Aziz, ottavo califfo omayyade
- Omar Menghi, pilota motociclistico italiano
- Omar Milanetto, calciatore italiano
- Omar Pedrini, cantante e chitarrista italiano
- Omar Rodríguez-López, chitarrista, produttore discografico e regista portoricano
- Omar Sharif, attore egiziano
- Omar Sívori, calciatore argentino naturalizzato italiano
- Omar Thomas, cestista statunitense naturalizzato sloveno
- Omar Torrijos, militare e politico panamense
- Omar Vitelli, doppiatore italiano

### Variante Oumar

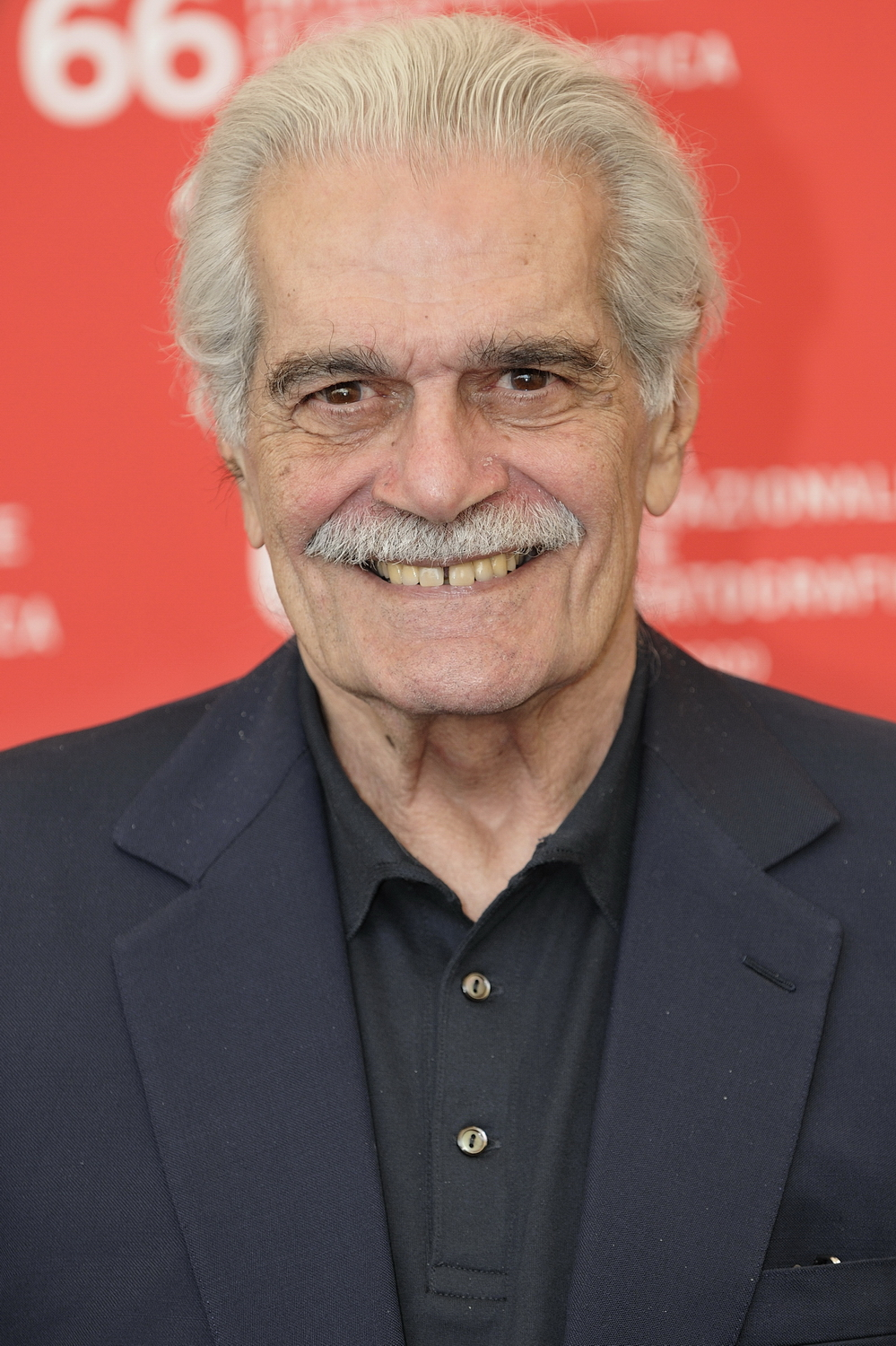
Omar Sharif

- Oumar Dieng, calciatore senegalese naturalizzato francese
- Oumar N'Diaye, calciatore francese
- Oumar Pouye, calciatore senegalese
- Oumar Sissoko, calciatore maliano
- Oumar Tchomogo, calciatore beninese

### Variante Ömer
- Ömer Aşık, cestista turco
- Ömer Çatkıç, calciatore turco
- Ömer Erdoğan, calciatore tedesco naturalizzato turco
- Ömer Nishani, politico albanese
- Ömer Onan, cestista turco

### Variante ʿUmar

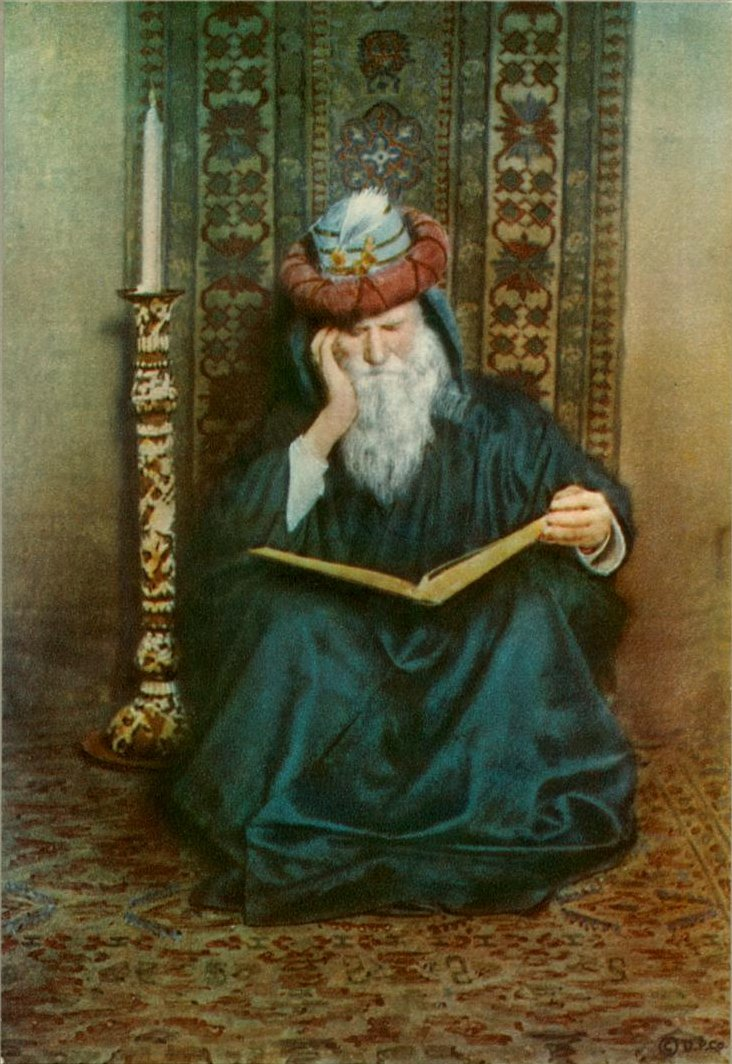
ʿUmar Khayyām

- ʿUmar al-Tilmisānī, politico egiziano
- ʿUmar ibn al-Khaṭṭāb, secondo califfo islamico
- ʿUmar ibn Ḥafṣūn, oppositore dell'emirato degli Omayyadi
- ʿUmar Khayyām, matematico, astronomo, poeta e filosofo persiano
- ʿUmar Sulaymān, militare e politico egiziano

## Il nome nelle arti
- Omar è il nome di un personaggio della serie Pokémon.
- Omar el-Badavi è un personaggio del romanzo di Joseph Conrad Un reietto delle isole.
- Omar è un film palestinese del 2013 diretto da Hany Abu-Assad.